# مقاطعة وارين (كنتاكي)
مقاطعة وارين (بالإنجليزية: Warren County, Kentucky)‏ هي إحدى مقاطعات ولاية كنتاكي في الولايات المتحدة. تأسست سنة 1796، بلغ عدد سكانها 113792 نسمة في عام 2010 حسب إحصاء مكتب تعداد الولايات المتحدة .

## وصلات خارجية
- www.warrencountygov.com
- United States Counties